# Palazzo Diomede Carafa
Il palazzo Diomede Carafa è un palazzo monumentale di Napoli edificato nel XV secolo lungo il decumano inferiore.

## Storia
Il palazzo venne fondato nel XV secolo da Diomede Carafa primo conte di Maddaloni con lo scopo di ospitare i reperti dell'antichità rinvenuti nella città, ricostruendo sostanzialmente un preesistente edificio medievale probabilmente sempre appartenente alla famiglia Carafa. La ricostruzione fu quindi completata nel 1466 ed è testimoniata anche da un'epigrafe latina sul cortile d'onore: 
(L'insigne conte Diomede Carafa edificò questa casa. È a lode del re e decoro della patria. Ci sia anche un sito forse più ampio e adatto in città, ma egli ritenne turpe separarsi dagli avi.)
Secondo il Chiarini, che riprese notizie di Bernardo De Dominici, il progetto del palazzo medievale preesistente appartiene a Masuccio Primo, mentre nell'attribuzione del progetto del palazzo vengono avanzate tuttavia anche altre teorie, tra le quali si ipotizza che la paternità dell'opera sia da ricondurre ad Angelo Aniello Fiore, scultore e architetto a cui si deve il progetto del palazzo Petrucci, con il quale ci sono diverse analogie architettoniche, e che lavorò con i Carafa per lungo tempo e che realizzò per loro un sepolcro alla famiglia nella chiesa di San Domenico Maggiore.
Il palazzo successivamente passò al figlio di Diomede e ancora dopo, poiché i conti di Maddaloni non ebbero eredi, divenne proprietà del ramo dei Carafa di Columbrano, che lo ristrutturarono riportandolo ai vecchi splendori dopo anni di abbandono. Dopo la morte della duchessa Faustina Pignatelli, moglie di Francesco Carafa di Columbrano, il palazzo ritornò di nuovo nell'oblio e nel 1813 venne acquistato da Francesco  Santangelo , che lo adibì  a museo privato e fu successivamente abitato dal figlio Nicola Santangelo, Ministro degli Interni dal 1831 al 1847 durante il Regno di Francesco I prima e di Ferdinando II delle Due Sicilie poi ,  che contribuì ad arricchire le collezioni numismatiche e la pinacoteca ivi custodite. 

## Descrizione

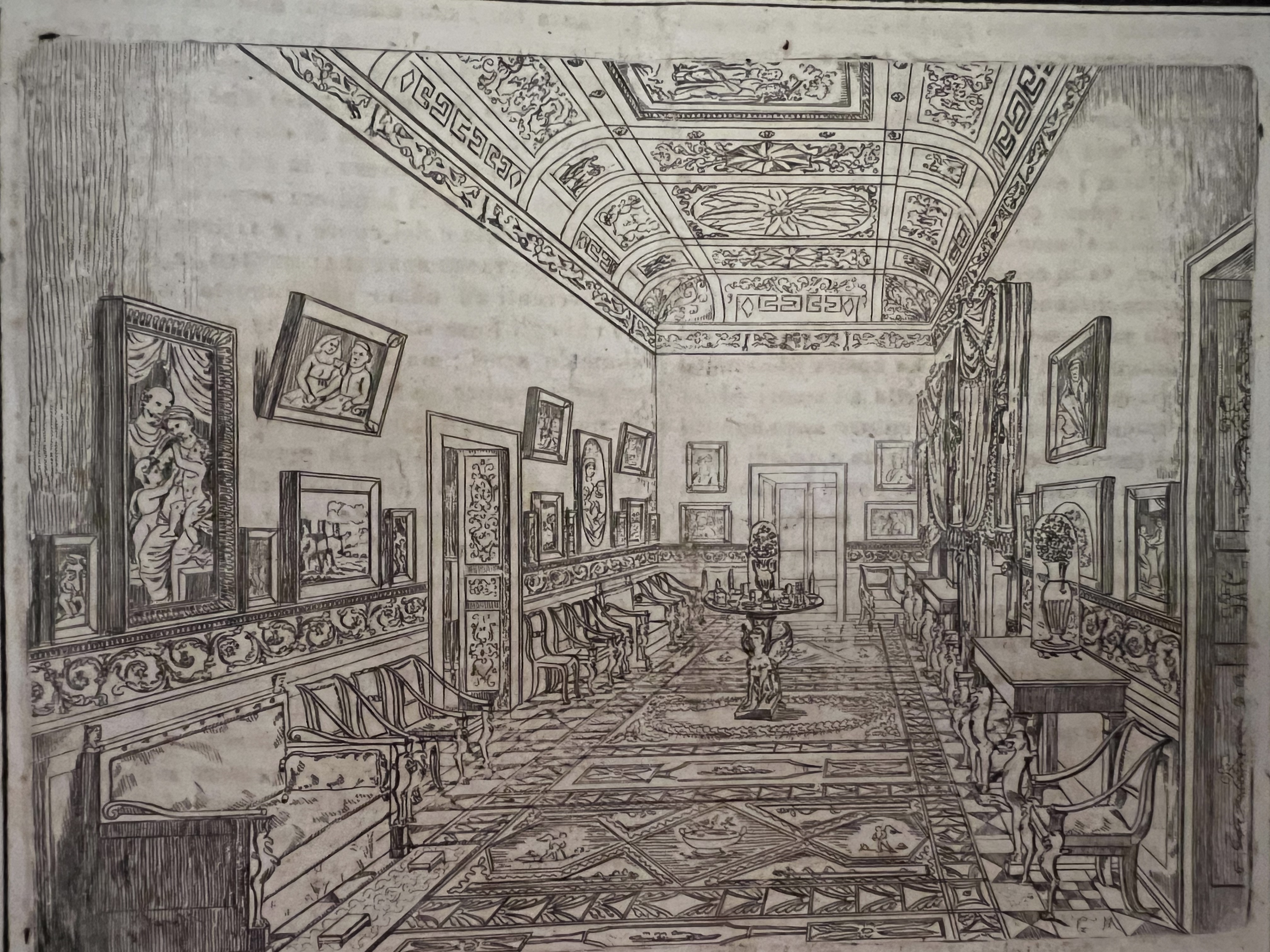
Descrizione dalla rivista Omnibus del 1835 del Museo Santangelo

Il palazzo è un "palazzo a blocco" privo di partizioni verticali ed interamente rivestito da bugne in tufo giallo e pietra grigia che si alternano tra loro, di gusto ancora medievale.
La facciata si caratterizza anche per le finestre trabeate del piano secondo "nobile" e per il grande portale quadrato in marmo bianco, tipico del rinascimento napoletano nonché simile a quello di palazzo Petrucci. Il portale presenta una corona rotonda di foglie di alloro che sporge sul piano liscio dell'architrave mentre più sopra, nella fascia centrale della trabeazione sono presenti del fregi che riportano i simboli della famiglia Carafa, gli stemmi familiari e la stadera, che si ripetono anche sui dodici battenti del portone ligneo quattrocentesco sottostante mentre agli angoli interni del portale sono due angeli reggenti lo scudo familiare. La trabeazione è sorretta da mensole laterali e sostiene sulla cornice busti che raffigurerebbero gli imperatori Claudio e Vespasiano, mentre al centro si apre una nicchia con la statua di Ercole. Sui due vertici alti dell'edificio, infine, sono scolpiti agli spigoli della facciata principale i volti di Diomede Carafa e di sua moglie.
L'interno vedeva un cospicuo numero di statue e rilievi che decoravano le pareti del cortile e della scalinata: di queste sono rimasti solo alcuni fregi lungo lo scalone e lo stemma nobiliare in alto nella parete di fondo, sotto il quale è il resto di un affresco entro una nicchia. Sulla sinistra del cortile dopo l'androne si apre lo scalone di accesso, mentre lungo la facciata interna si scoprono sotto l'intonacatura gli archi a tutto sesto con colonne ottagonali, elementi che rimandano al palazzo medievale preesistente e che sono riconducibili allo stile del cortile del Maschio Angioino.
Nel cortile del palazzo è custodita inoltre la copia in terracotta della Testa di cavallo bronzea, parte di un monumento equestre che Donatello non ultimò mai per il re Alfonso V d'Aragona. La scultura donatelliana rimase in loco fino al 1809, quando l'ultimo principe Carafa di Colubrano la donò al Museo archeologico nazionale di Napoli, sostituendo così l'originale con la copia in terracotta, che fu in quest'occasione addossata alla parete di fondo del cortile.